# Vultureni
Vultureni é uma comuna romena localizada no distrito de Cluj, na região histórica da Transilvânia. A comuna possui uma área de 71.12 km² e sua população era de 1425 habitantes segundo o censo de 2007.